# Walter Iza
Walter Ramiro Iza García (Ibarra, Imbabura, Ecuador, 8 de febrero de 1981) es un futbolista ecuatoriano. Juega de delantero y su equipo actual es el JIT de la Segunda Categoría de Ecuador.

## Trayectoria
Debutó en el Aucas en 1998, club en el que estuvo hasta 2003 cuando pasó a la Liga de Quito. Después de esto tuvo pasos en Universidad Católica y nuevamente en Liga de Quito.
A mediados de 2009 es traspasado al El Gouna FC de Egipto, y luego de una mala campaña vuelve a Católica en 2010.
En 2011 ficha por el Club Sport Emelec de la ciudad de Guayaquil.

## Selección nacional
Fue convocado a la Selección de fútbol de Ecuador para el Mundial Sub-20 de 2001. Jugó tres encuentros, contra Países Bajos, Costa Rica y Ghana.

### Categorías inferiores

#### Participaciones en Copas del Mundo
| Campeonato                  | Sede      | Resultado        | Partidos | Goles |
| --------------------------- | --------- | ---------------- | -------- | ----- |
| Copa Mundial Sub-20 de 2001 | Argentina | Octavos de final | 3        | 0     |

## Clubes
| Club                 | País    | Año           |
| -------------------- | ------- | ------------- |
| Aucas                | Ecuador | 1998-2003     |
| LDU de Quito         | Ecuador | 2004-2005     |
| Universidad Católica | Ecuador | 2005          |
| LDU de Quito         | Ecuador | 2006          |
| Universidad Católica | Ecuador | 2007-2009     |
| El Gouna FC          | Egipto  | 2009          |
| Universidad Católica | Ecuador | 2010          |
| Emelec               | Ecuador | 2011-2012     |
| Deportivo Quevedo    | Ecuador | 2013          |
| Mushuc Runa SC       | Ecuador | 2013-2015     |
| Deportivo Quito      | Ecuador | 2016          |
| JIT                  | Ecuador | 2017-presente |